# Star Trek (jeu vidéo, 2013)
Star Trek est un jeu vidéo d'action-aventure en vue à la troisième personne développé par Digital Extremes et édité par Namco Bandai Games, sorti en avril 2013 sur PlayStation 3, Xbox 360 et Windows.
Le jeu est basé sur le film homonyme sorti en 2009, Star Trek.

## Accueil
- Jeuxvideo.com : 8/20[2]